# 거제시의 시내버스 노선 목록
거제시의 시내버스 노선 목록 페이지는 삼화여객과 세일교통이 운행하는 거제시 면허의 각 시내버스 노선의 운행 구간과 이들 노선의 간략한 특징을 담고 있다. 가독성을 위해 각 노선의 선형을 파악할 수 있는 최소한의 경유지만 표기하는 것을 원칙으로 하며, 폐선된 노선은 기입하지 않거나 삭제하는 것을 원칙으로 한다.

## 도시형버스
| 노선 번호 | 운행구간   | 운행구간 | 운행구간     | 경유지 | 운행 횟수   | 비고       |
| --------- | ---------- | -------- | ------------ | --- | ----------- | ---------- |
| 10        | 고현터미널 | ↔        | 능포         | 보건소, 수월삼거리, 연초중학교, 옥포고등학교, 거제소방서, 한화오션, 두모고개, 장승포수협, 시립도서관                             | 시간표 참조 | 운행시간표 |
| 10-1      | 고현터미널 | ↔        | 능포         | 보건소, 수월삼거리, 연초중학교, 옥포고등학교, 거제소방서, 옥포, 성지중학교,한화오션서문                                          | 시간표 참조 | 운행시간표 |
| 11        | 고현터미널 | ↔        | 능포         | 덕산1차, 연초중학교, 옥포고등학교, 거제소방서, 한화오션, 두모고개, 장승포수협, 시립도서관                                        | 시간표 참조 | 운행시간표 |
| 12        | 고현터미널 | ↔        | 능포         | 보건소, 수월삼거리, 연초중학교, 옥포고등학교, 거제소방서, 한화오션, 두모고개, 장승포, 장승포수협, 시립도서관                     | 시간표 참조 | 운행시간표 |
| 15        | 고현터미널 | ↔        | 아주동       | 거제아동병원, 경남은행, 교육지원청, 포로수용소 ,거제시청, 옥포고등학교, 거제소방서, 한화오션, 용소, 아주동주민센터, 해마루아파트 | 시간표 참조 | 운행시간표 |
| 15-1      | 아주동     | ↔        | 고현터미널   | 해마루아파트, 아주동주민센터, 용소, 대우조선해양, 옥포고등학교, 연초중학교, 덕산1차                                              | 시간표 참조 | 운행시간표 |
| 17        | 하청       | ↔        | 능포         | 하청삼거리, 서리, 덕치, 연초중학교, 옥포고등학교, 거제소방서, 한화오션, 두모고개, 장승포수협, 시립도서관                         | 시간표 참조 | 운행시간표 |
| 17-1      | 하청       | ↔        | 능포         | 하청삼거리, 덕치, 죽전, 옥포고교, 거제소방서, [한화오션[]], 시립도서관                                                           | 시간표 참조 | 운행시간표 |
| 20        | 고현터미널 | ↔        | 옥림         | 수월삼거리, 연초중학교, 옥포고등학교, 거제소방서, 대우조선해양, 두모고개, 거제문화예술회관                                       | 시간표 참조 | 운행시간표 |
| 21        | 고현터미널 | ↔        | 옥림         | 덕산1차, 연초중학교, 옥포고등학교, 거제소방서, 한화오션, 두모고개, 거제문화예술회관                                              | 시간표 참조 | 운행시간표 |
| 22        | 고현터미널 | ↔        | 구조라       | 연초중학교, 옥포고등학교, 거제소방서, 한화오션, 두모고개, 지세포                                                                 | 시간표 참조 | 운행시간표 |
| 22-1      | 고현터미널 | ↔        | 구조라       | 수월삼거리, 연초중학교, 옥포고등학교, 거제경찰서, 한화오션, 두모고개, 지세포, 와현                                               | 시간표 참조 | 운행시간표 |
| 23        | 고현터미널 | ↔        | 구조라       | 덕산1차, 연초중학교, 옥포고등학교, 한화오션, 두모고개, 지세포, 와현                                                              | 시간표 참조 | 운행시간표 |
| 23-1      | 고현터미널 | ↔        | 구조라       | 덕산1차, 연초중학교, 옥포고등학교, 거제소방서, 한화오션, 두모고개, 지세포, 와현                                                  | 시간표 참조 | 운행시간표 |
| 24        | 고현터미널 | ↔        | 양화         | 수월삼거리, 연초중학교, 옥포고등학교, 한화오션, 두모고개, 지세포, 와현, 망치                                                     | 시간표 참조 | 운행시간표 |
| 24-1      | 거제공고   | ↔        | 양화         | 거제아동병원, 연초중학교, 옥포고등학교, 대우조선해양, 두모고개, 지세포, 와현, 망치                                               | 시간표 참조 | 운행시간표 |
| 30        | 고현터미널 | ↔        | 구영         | 덕산1차, 연초삼거리, 죽전, 도론마을, 다공, 하청삼거리, 창동, 와항, 실전, 군항포                                                  | 시간표 참조 | 운행시간표 |
| 30-1      | 고현터미널 | ↔        | 구영         | 수월삼거리, 보건소 ,연초삼거리, 죽전, 도론마을, 다공, 덕치, 서리, 하청삼거리, 송진마을                                           | 시간표 참조 | 운행시간표 |
| 31        | 고현터미널 | ↔        | 상유         | 덕산1차, 연초삼거리, 도론마을, 하청삼거리, 장서, 장목, 상유                                                                      | 시간표 참조 | 운행시간표 |
| 31-1      | 고현터미널 | ↔        | 상유         | 수월삼거리, 연초삼거리, 도론마을, 하청삼거리, 장서, 장목, 상유                                                                   | 시간표 참조 | 운행시간표 |
| 32        | 고현터미널 | →        | 고현터미널   | 수월삼거리, 송정, 대계, 외포, 상포, 시방, 대금                                                                                   | 시간표 참조 | 운행시간표 |
| 33        | 고현터미널 | →        | 고현터미널   | 수월삼거리, 연초삼거리, 죽전, 다공, 덕치, 군항포, 장서, 장목                                                                     | 시간표 참조 | 운행시간표 |
| 34        | 능포       | ↔        | 외포         | 능포아파트, 문화상가, 성지중학교, 옥포사거리, 외포교회                                                                           | 시간표 참조 | 운행시간표 |
| 35        | 고현터미널 | →        | 고현터미널   | 수월삼거리, 연초삼거리, 도론마을, 덕치고개, 실전삼거리, 장안교회                                                                 | 시간표 참조 | 운행시간표 |
| 35-1      | 고현터미널 | →        | 고현터미널   | 수월삼거리, 연초삼거리, 도론마을, 덕치고개, 실전삼거리, 장안교회                                                                 | 시간표 참조 | 운행시간표 |
| 36        | 고현터미널 | ↔        | 하청         | 중촌회관, 한내고개, 초원빌라, 서항부두, 서항윗마을                                                                               | 시간표 참조 | 운행시간표 |
| 36-1      | 고현터미널 | ↔        | 한내         | 중촌회관, 한내고개, 초원빌라, 한내전원주택                                                                                       | 시간표 참조 | 운행시간표 |
| 37        | 고현터미널 | ↔        | 하청         | 죽전마을, 도론마을, 덕치고개 | 시간표 참조 | 운행시간표 |
| 38        | 고현터미널 | ↔        | 명동         | 수월삼거리, 연초삼거리, 죽전마을, 도론마을, 덕치고개                                                                             | 시간표 참조 | 운행시간표 |
| 39        | 고현터미널 | ↔        | 이목         | 수월삼거리, 연초삼거리, 이남마을, 연초마을                                                                                       | 시간표 참조 | 운행시간표 |
| 40        | 고현터미널 | ↔        | 대교         | 경남은행, 중앙병원, 서문삼거리, 장평오거리                                                                                       | 시간표 참조 | 운행시간표 |
| 40-1      | 고현터미널 | ↔        | 대교         | 경남은행, 중앙병원, 서문삼거리, 장평오거리, 모래실                                                                               | 시간표 참조 | 운행시간표 |
| 40-2      | 고현터미널 | ↔        | 대교         | 경남은행, 중앙병원, 서문삼거리, 장평오거리, 성내공단                                                                             | 시간표 참조 | 운행시간표 |
| 40-3      | 고현터미널 | ↔        | 대교         | 경남은행, 중앙병원, 서문삼거리, 장평오거리, 모래실                                                                               | 시간표 참조 | 운행시간표 |
| 41        | 고현터미널 | ↔        | 옥동         | 경남은행, 중앙병원, 서문삼거리, 장평오거리, 성내공단                                                                             | 시간표 참조 | 운행시간표 |
| 41-2      | 고현터미널 | ↔        | 옥동         | 경남은행, 중앙병원, 서문삼거리, 장평오거리, 제니스타운                                                                           | 시간표 참조 | 운행시간표 |
| 42        | 고현터미널 | ↔        | 옥동         | 거제아동병원, 경남은행, 중앙병원, 서문삼거리, 장평오거리, 제니스타운                                                             | 시간표 참조 | 운행시간표 |
| 42-2      | 고현터미널 | ↔        | 옥동         | 디큐브백화점, 경남은행, 중앙병원, 서문삼거리, 장평오거리, 제니스타운                                                             | 시간표 참조 | 운행시간표 |
| 43        | 고현터미널 | ↔        | 가조도       | 디큐브백화점, 경남은행, 중앙병원, 서문삼거리, 장평오거리, 제니스타운                                                             | 시간표 참조 | 운행시간표 |
| 43-1      | 고현터미널 | ↔        | 가조도       | 디큐브백화점, 경남은행, 중앙병원, 서문삼거리, 장평오거리, 제니스타운                                                             | 시간표 참조 | 운행시간표 |
| 44        | 고현터미널 | ↔        | 옥동         | 성포, 대교, 하둔, 죽전 | 시간표 참조 | 운행시간표 |
| 50        | 동부       | ↔        | 중앙고등학교 | 사곡, 장평 | 시간표 참조 | 운행시간표 |
| 51        | 고현터미널 | ↔        | 부춘         | 장평, 사곡, 거제, 동부 | 시간표 참조 | 운행시간표 |
| 52        | 고현터미널 | ↔        | 쌍근         | 사곡, 거제, 동부, 율포 | 시간표 참조 | 운행시간표 |
| 53        | 고현터미널 | ↔        | 홍포         | 사곡, 거제, 동부, 명사 | 시간표 참조 | 운행시간표 |
| 54        | 고현터미널 | ↔        | 저구         | 사곡, 거제, 동부, 다포 | 시간표 참조 | 운행시간표 |
| 55        | 고현터미널 | ↔        | 학동         | 거제, 동부, 연담, 함목 | 시간표 참조 | 운행시간표 |
| 57        | 고현터미널 | →        | 고현터미널   | 사곡, 거제, 동부, 구천 | 시간표 참조 | 운행시간표 |
| 58        | 대교       | ↔        | 동부         | 성포, 사곡, 거제 | 시간표 참조 | 운행시간표 |
| 60        | 능포       | ↔        | 예구         | 장승포, 옥림, 지세포 | 시간표 참조 | 운행시간표 |
| 61        | 능포       | ↔        | 구조라       | 장승포, 옥림, 지세포 | 시간표 참조 | 운행시간표 |
| 61-1      | 능포       | ↔        | 구조라       | 신부, 옥림, 지세포 | 시간표 참조 | 운행시간표 |
| 63        | 능포       | ↔        | 양화         | 옥림, 지세포, 구조라 | 시간표 참조 | 운행시간표 |
| 63-1      | 능포       | ↔        | 양화         | 구조라, 옥림, 신부 | 시간표 참조 | 운행시간표 |
| 64        | 능포       | ↔        | 학동         | 장승포, 구조라, 양화 | 시간표 참조 | 운행시간표 |
| 64-1      | 능포       | ↔        | 학동         | 신부, 옥림, 지세포, 구조라 | 시간표 참조 | 운행시간표 |
| 67-1      | 학동       | ↔        | 고현터미널   | 거제면 학동삼거리 학동 | 시간표 참조 | 운행시간표 |
| 70        | 고현터미널 | →        | 고현터미널   | 상동, 문동 고현시장 | 시간표 참조 | 운행시간표 |
| 71        | 대교       | ↔        | 고현터미널   | 법동, 구천, 삼거, 상동 | 시간표 참조 | 운행시간표 |
| 71-1      | 대교       | ↔        | 고현터미널   | 거제, 동부, 삼거, 거제시청 | 시간표 참조 | 운행시간표 |

## 순환버스
| 노선 번호 | 운행구간      | 운행구간 | 운행구간     | 경유지                                                   | 운행 횟수   | 비고       |
| --------- | ------------- | -------- | ------------ | -------------------------------------------------------- | ----------- | ---------- |
| 100       | 고현터미널    | ↔        | 백병원       | 보건소, 수월초, 중곡                                     | 시간표 참조 | 운행시간표 |
| 101       | 백병원        | →        | 백병원       | 고현터미널, 보건소, 중곡                                 | 시간표 참조 | 운행시간표 |
| 102       | 고현터미널    | ↔        | 덕산아내     | 소방서, 포스코                                           | 시간표 참조 | 운행시간표 |
| 103       | 고현터미널    | ↔        | 신현중       | 중앙고, 포스코, 보건소                                   | 시간표 참조 | 운행시간표 |
| 104       | 고현터미널    | ↔        | 백병원       | 상동, 보건소                                             | 시간표 참조 | 운행시간표 |
| 110       | 덕산아내      | ↔        | 백병원       | 거제시청, 고현터미널                                     | 시간표 참조 | 운행시간표 |
| 111       | 백병원        | →        | 백병원       | 교육청, 주공3차                                          | 시간표 참조 | 운행시간표 |
| 112       | 주공3차아파트 | ↔        | 중앙고등학교 | 양지초등학교, 백화점, 보건소                             | 시간표 참조 | 운행시간표 |
| 113       | 수창아파트    | ↔        | 계룡중학교   | 주공3차, 거제시청, 교육청                                | 시간표 참조 | 운행시간표 |
| 114       | 고현터미널    | ↔        | 계룡중학교   | 양지초등학교, 주공3차, 백화점, 거제시청                  | 시간표 참조 | 운행시간표 |
| 115       | 고현터미널    | ↔        | 주공3차      | 백화점, 중곡, 연사                                       | 시간표 참조 | 운행시간표 |
| 116       | 수창아파트    | ↔        | 계룡중학교   | 장평, 고현터미널, 상문동                                 | 시간표 참조 | 운행시간표 |
| 117       | 덕산아내      | ↔        | 학동         | 장평, 상문고, 삼거리                                     | 시간표 참조 | 운행시간표 |
| 120       | 덕산아내      | →        | 덕산아내     | 양지초등학교, 포스코, 중곡, 고현터미널 삼성중공업 기숙가 | 시간표 참조 | 운행시간표 |
| 120-1     | 덕산아내      | →        | 덕산아내     | 보건소, 수양, 중곡                                       | 시간표 참조 | 운행시간표 |
| 121       | 포스코        | →        | 포스코       | 보건소, 고현터미널, 거제시청                             | 시간표 참조 | 운행시간표 |
| 130       | 고현터미널    | →        | 고현터미널   | 계룡초등학교, 양정, 상동, 거제시청, 보건소               | 시간표 참조 | 운행시간표 |
| 131       | 고현터미널    | →        | 고현터미널   | 보건소, 양정, 상동                                       | 시간표 참조 | 운행시간표 |
| 400       | 홍포          | ↔        | 학동         | 대포, 저구, 해금강                                       | 시간표 참조 | 운행시간표 |
| 401       | 홍포          | ↔        | 학동         | 대포, 저구, 해금강                                       | 시간표 참조 | 운행시간표 |
| 420       | 쌍근          | ↔        | 학동         | 탑포, 저구, 해금강                                       | 시간표 참조 | 운행시간표 |